# Référendum danois de 2022
Le référendum danois de 2022 a lieu le 1er juin 2022 afin de permettre à la population du Danemark de se prononcer sur la fin de l'option de retrait du pays de la politique de sécurité et de défense commune de l'Union européenne.
L'organisation du scrutin découle directement de l'invasion de l'Ukraine par la Russie le 24 février 2022, qui amène les pays européens à revoir leur politique de défense.
Le projet est approuvé à une large majorité de plus des deux tiers des suffrages exprimés, entrainant sa mise en application le 1er juillet suivant.

## Contexte
Créée en 2007, la Politique de sécurité et de défense commune (PSDC) inclut l'ensemble des pays membres de l'Union européenne (UE) à l'exception du Danemark, qui bénéficie d'une option de retrait (en anglais : opt-out). Déjà membre de l'Organisation du traité de l'Atlantique nord (OTAN), le Danemark avait explicitement exprimé sa volonté de ne pas adhérer à la PSDC dès le sommet d’Édimbourg, en décembre 1992. Le rejet par la population du traité de Maastricht lors d'un référendum organisé en juin 1992 avait conduit les gouvernements de l'époque à négocier des options de retraits dans plusieurs domaines régaliens, dont l'euro et la PSDC, aboutissant au succès d'un second référendum en mai 1993.

Membres de l'UE, dont en bleu les pays participant à la PSDC et en rouge le Danemark.

Partie intégrante de la politique étrangère et de sécurité commune (PESC) mise en œuvre par l'Agence européenne de défense (AED), la PSDC vise à la mise en place à terme d'une politique de défense commune. L'UE devrait ainsi se voir dotée d'une capacité opérationnelle, s’appuyant sur des moyens civils et militaires susceptibles d'être déployés en dehors de l’Union afin d’assurer le maintien de la paix, la prévention des conflits et le renforcement de la sécurité internationale, conformément aux principes de la charte des Nations unies et de la déclaration de Petersberg. La PSDC vise à renforcer le rôle de l'UE en matière de gestion internationale des crises, de manière complémentaire et coordonnée avec l'OTAN. La Coopération structurée permanente (CSP) instaurée par le traité de Lisbonne permet par la suite à un noyau d'États membres de pousser encore davantage cette collaboration.
Le 24 février 2022, les préoccupations liées à la défense des pays européens sont portées au premier plan par l'invasion de l'Ukraine par la Russie. Le 6 mars, la Première ministre Mette Frederiksen annonce vouloir porter de 1,5 à 2 % la part du PIB consacré à la défense, lancer un programme de près d’un milliard d’euros de dépenses militaires sur deux ans, et sevrer à terme le pays vis-à-vis du gaz russe. Déclarant que « Les périodes historiques appellent des décisions historiques », Frederiksen réagit directement à la situation en Ukraine en parlant d'une « Europe d'avant » et d'une « Europe d'après le 24 février », avant d'annoncer la tenue d'un référendum sur la levée de l'option de retrait danoise sur la PESD.
Cet ensemble de mesures — dont la fin de l'option de retrait — est inclus dans un accord de défense signé par Mette Frederiksen, Jakob Ellemann-Jensen, Pia Olsen Dyhr, Morten Østergaard et Søren Pape Poulsen, respectivement à la tête de Social-démocratie, Venstre, du Parti populaire socialiste, du Parti social-libéral et du Parti populaire conservateur. L'ensemble de ces partis appellent en conséquence leurs électeurs à voter « oui » au référendum,. Bien que n'étant pas parties prenantes de l'accord, l'Alliance libérale, les Chrétiens démocrates et les Verts indépendants se prononcent également en faveur de l'abrogation de l'option de retrait et appellent à voter « oui ».
Le Parti populaire danois, La Nouvelle Droite et la Liste de l'unité s'opposent au contraire à cette abrogation et appellent à voter « non ». Ils critiquent par ailleurs le choix de la question, qui ne mentionne pas explicitement l'option de retrait ni même l'Union européenne,. Devant ces critiques, le ministre des Affaires étrangères Jeppe Kofod défend initialement la question, avant  d'accepter le 7 avril de la changer pour inclure la mention de l'option de retrait,.

## Conditions

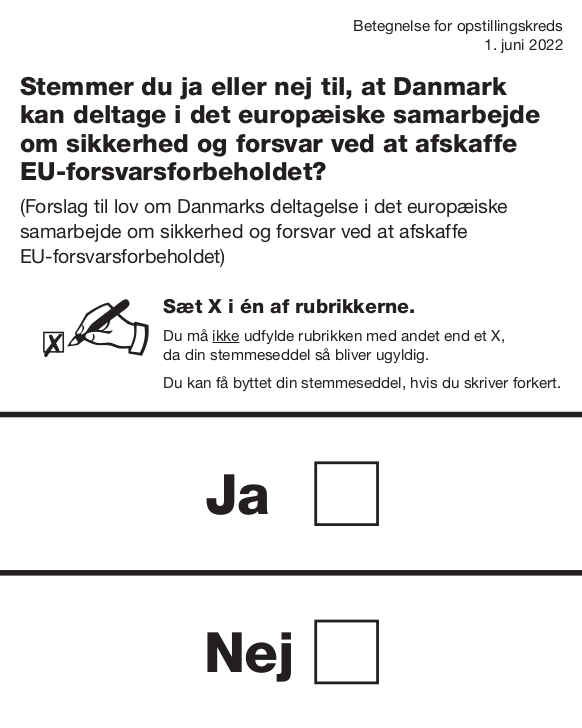
Bulletin de vote utilisé

Comme lors des référendums de septembre 2000 et décembre 2015, le scrutin porte sur une modification d'un traité international, un sujet pour lequel la constitution danoise impose un vote à la majorité qualifiée des cinq sixièmes des membres du Folketing pour passer outre à la tenue d'un référendum. À la tête d'un gouvernement minoritaire, Frederiksen choisit d'emblée la voie référendaire, cette dernière ayant toujours été utilisée au Danemark sur le sujet des options de retrait.
La question posée est « Êtes vous pour ou contre la participation du Danemark à la coopération de sécurité et de défense européenne en abolissant l'option de retrait sur la défense de l'Union Européenne ? ». En danois Stemmer du ja eller nej til, at Danmark kan deltage i det europæiske samarbejde om sikkerhed og forsvar ved at afskaffe EU-forsvarsforbeholdet?,.
Avant la modification effectuée le 7 avril, la question était initialement « Êtes vous pour ou contre la participation du Danemark à la coopération de sécurité et de défense européenne ? ». En danois, Stemmer du ja eller nej til, at Danmark kan deltage i det europæiske samarbejde om sikkerhed og forsvar?.
Pour qu'un résultat rejetant la proposition soit officiellement valide, les voix contre doivent atteindre la majorité absolue des suffrages exprimés, ainsi qu'au moins 30 % du total des électeurs inscrits sur les listes électorales,.
Le vote n'est pas organisé aux Îles Féroé ni au Groenland. Bien qu'étant des pays constitutifs du royaume du Danemark au même titre que le Danemark métropolitain, ces deux entités disposent d'une large autonomie et ne font pas partie de l'Union européenne.

## Résultats
| Choix             | Votants   | Votants | Inscrits | Inscrits |
| Choix             | Voix      | %       | %        | Quorum   |
| ----------------- | --------- | ------- | -------- | -------- |
| Pour              | 1 848 242 | 66,87   | 43,38    |          |
| Contre            | 915 717   | 33,13   | 21,49    | 30 %     |
|                   |           |         |          |          |
| Votes valides     | 2 763 959 | 98,62   | 64,87    |          |
| Votes blancs      | 32 739    | 1,17    | 0,77     |          |
| Votes invalides   | 5 819     | 0,21    | 0,14     |          |
| Total des votants | 2 802 517 | 100,00  | 65,77    |          |
|                   |           |         |          |          |
| Abstentions       | 1 458 427 |         | 34,23    |          |
| Inscrits          | 4 260 944 | 100,00  |          |          |

## Analyse et conséquences
L'intégration à la politique de défense de l'Union européenne est approuvée par plus des deux tiers des votes exprimés, un résultat dont se félicite Mette Frederiksen au soir du scrutin, déclarant que le Danemark a « envoyé un signal important » à ses alliés de l'Europe et de l'OTAN : « Nous montrons que, quand Poutine envahit un pays libre et menace la stabilité en Europe, nous autres nous nous rassemblons »,.
Le résultat est aussitôt salué par le dirigeant du principal parti d'opposition, Soren Pape, ainsi que par la présidente de la Commission européenne Ursula von der Leyen et le président du Conseil européen Charles Michel, qui le qualifie de « vote historique ». Sa mise en application intervient le 1er juillet,.
La fin de l'option de retrait donne la main libre au gouvernement, qui dépose officiellement une demande d'adhésion à l'Agence européenne de défense et même à la Coopération structurée permanente après un vote favorable du parlement danois le 23 mars 2023,.